# 제5차 고려-몽골 전쟁
제5차 고려-몽골 전쟁(第五次高麗蒙古戰爭)은 1253년 예케가 이끄는 몽골 제국군이 고려를 침공해 일어난 전쟁이다.
몽골은 귀위크 칸 붕어 이후의 후계 분쟁이 마무리되고 몽케 칸(헌종)이 즉위하게 되자 1251년(고종 38년) 예케(한국 한자: 也窟 또는 也古)를 시켜 고려에 대거 침입하였다. 
이에 고려는 전쟁을 각오하고 강화도를 굳게 지키니 몽골은 이를 함락하지 못하고 동주(東州 : 철원)·춘주(春州 : 춘천)·양근(楊根 : 양주)·양주(襄州 : 양양) 등을 공격한 다음 충주성에 이르렀다. 이때 돌연 예케는 병을 이유로 귀국하였는데, 도중 개경에서 고려의 철수 요구를 받았다.
그는 어느 정도 타협적인 태도를 취하여 고종은 강화도에서 나와 승천부(昇天府)에서 예케의 사신과 회견하였으며, 한편 충주성 전투도 70여 일에 걸친 치열한 공방전 끝에 몽골이 불리하게 되어 드디어 철수하기 시작하였다. 그러나 북부 지방에 있던 몽골의 군대는 철수를 주저하고 있다가 고려 왕자 안경공 창(安慶公 淐)을 몽골에 보내어 항복을 표시함으로써 완전히 철병하였다.

## 참고 자료
- 이 문서에는 다음커뮤니케이션(현 카카오)에서 GFDL 또는 CC-SA 라이선스로 배포한 글로벌 세계대백과사전의 "고려 왕실과 원나라" 항목을 기초로 작성된 글이 포함되어 있습니다.